# 彼女の願うこと。僕の思うこと。
パソコン用ゲーム『彼女の願うこと。僕の思うこと。』は、2001年9月28日にProject-μから発売されたアダルトゲーム。同社の第三作目。ゲームジャンルとしてはビジュアルノベルに属している。前作の忘れな草で採用された文字演出に加え、本作ではカットCGを多用しているのが特徴でS3(ScrapSequenceScreen)システム（S-Cubeシステム）と銘打たれている。
現在、ブランドが解散しており、パッケージ版・ダウンロード版ともに販売を終了している。
メール対応版アップデートプログラムをインストールするとゲームをプレイ中にメールでコメントが送られてくる。

## 物語
掃き溜めの街の路地裏で、ただ無気力に高みを見上げているだけのルカ。ある日、トルイエとマドカに出会い、共に旅を始める。トンネルの街に辿り着き、トマスという男に出会う。彼は神の啓示を受け、たった一人で世界の終わりに備えて機関車を組み立てていた。ここでルカは夜とジャバウォックに関する話を聞く。世界はやがて夜に包まれ、滅びるのだという。夜には世界を滅ぼすジャバウォックという獣が住んでいるというのだ。
旅の途中でセリが加わり、一行はネヴァーランドや戦争の国を抜け、神殿都市に辿り着く。そこは楽園と呼ばれ、永遠の安息と、求めるままの幸福が与えられる場所だった。水が飲みたいと思えば水飲み場が出現し、何か食べたいと思えば知らぬ間にテーブルの上に食事が並んでいる。人間の欲求が何でも叶う場所だった。トマスによればここに留まる為には、ただ一つ条件があるという。それは『何事にも疑問を持つな』ということだった。都市の中心部には巨大な象牙の塔が建っており一行はそこへ向かう。しかし、いくら歩いても辿り着けないのだ・・・・・・。

## 主な登場人物
流渦（るか）
主人公。ただ単に施設とだけ呼ばれる場所に収容されている。
幼少の頃、病で左目の機能を失うが、代わりに『人の思考を視覚的に
見ることができる』という特殊な知覚を得ている。
美月（みづき）
本編のヒロイン。全身に重傷を負ったまま、ずっと昏睡状態が続いている少女。
施設の中、病室に閉じ込められるかのようにして眠り続けている。
ルカ
もう一人の主人公。かつては掃き溜めのような世界で無気力に生きていたが、
ミカゲとの出会いにより、自分や世界に対して疑問を抱くようになる。
ミカゲ
ルカの前に幻のように現れては消え、啓示のようなものを与える少女。
ホロン
ミカゲの連れている金色の目をした黒猫。
セリ
ミカゲとそっくりの浮浪児。気が強く騒々しい性格。
収集癖があり、背中の袋に色んなものを溜め込んでいる。
トルイエ
触れるだけで病を治療したりなど、数々の奇跡を起こす不思議な力を持った金髪の聖女。
マドカ
少女のような外観をもった少年。何かと気弱で常にオドオドとしている。
浮浪児のような生活をしているところをトルイエに拾われ、共に旅をしている。
トマス・ペテロ・パウロ
世界の何処にでもいる3人の男。その容姿はみすぼらしい物乞いの様でもあり、
俗世を捨てた賢人のようでもある。

## 製作スタッフ
- 脚本：砂斗あきら（髑髏伯爵）、木下明、越智自由
- 原画：ひねもすのたり（ZAK）
- 音楽：有阪千尋

## 関連商品
Project-μの第5作目にあたる「銀の蛇 黒の月」に『プロミューベスト35』という歴代作品の曲を収録したサウンドトラックが同梱されている。